# گوددی

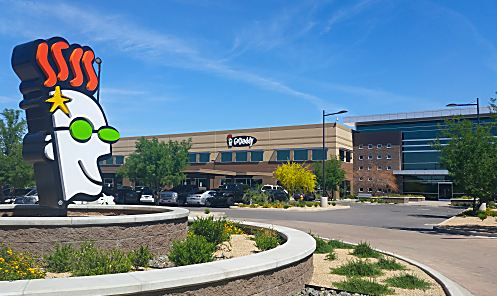
نمایی از محل دفتر اصلی «گوددی» در سال ۲۰۱۹

گوددی (به انگلیسی: GoDaddy) یک شرکت خصوصی است که عمدتاً خدمات ثبت دامنه و میزبانی وب ارائه می‌دهد. در سال ۲۰۰۶ این شرکت شروع به فروختن سهام خود کرد، اما بعدها به دلیل «بلاتکلیفی بازار» از آن صرف نظر کرد. علاوه بر خدمات ثبت دامنه و میزبانی وب، این شرکت همچنین نرم‌افزارهای مرتبط با تجارت الکترونیک را هم به فروش می‌رساند. در ۲۴ ژوئن سال ۲۰۱۱، وال استریت ژورنال خبر داد که شرکت‌های KKR و Silver Lake Partners به همراه یک سرمایه‌گذار دیگر، در حال عقد یک قرارداد برای خریدن گو ددی به مبلغی مابین ۲ تا ۲٫۵ میلیارد دلار هستند. در ۱ ژوئیه ۲۰۱۱، گپ ددی تایید کرد که KKR، Silver Lake Partners و Technology Crossover Ventures قرارداد را به امضا رسانده‌اند. هرچند که مبلغ فروش به صورت رسمی اعلام نشد، گزارش شد که این مبلغ ۲٫۲۵ میلیارد دلار معادل ۶۵٪ از شرکت بوده است. در دسامبر ۲۰۱۱، باب پارسونز، بنیان‌گذار شرکت گو ددی، از مقام خود به عنوان CEO کناره‌گیری کرد و پست مدیر اجرایی را بر عهده گرفت. بلیک ایروینگ، CEO فعلی، در ۶ ژانویه ۲۰۱۳ به شرکت گو ددی ملحق شده بود.